# Macedonia (Illinois)
Pour les articles homonymes, voir Macedonia.
Le village américain de Macedonia est situé dans les comtés de Hamilton et Franklin, dans l’État de l’Illinois. Lors du recensement de 2010, sa population s’élevait à 63 habitants.

## Source
- (en) Cet article est partiellement ou en totalité issu de l’article de Wikipédia en anglais intitulé « Macedonia, Illinois » (voir la liste des auteurs).